# Yara Lapidus
Pour les articles homonymes, voir Lapidus.
Yara Lapidus, née Yara Wakim en 1972 à Beyrouth, au Liban, est auteure-compositrice-interprète franco-libanaise.
Après avoir été styliste, un accident la prive de l'usage de sa main gauche. Elle décide alors de se consacrer à la musique. Son deuxième album, Indéfiniment, reçoit un bon accueil et sa réédition en anglais aux États-Unis. Just a Dream Away lui vaut un classement au  Billboard entre la 6e et la 4e place pendant 8 semaines consécutives en 2019 (catégorie new age).

## Biographie
Yara Wakim naît à Beyrouth (capitale du Liban) d'un père architecte et d'une mère artiste peintre et guitariste. Un frère pianiste, mélomane et ingénieur.
Elle poursuit ses études entre Beyrouth Paris, Le Caire, Londres, Boston.
Elle écrit depuis ses 18 ans sous forme de poèmes ou de courts récits[réf. souhaitée].
Elle suit des cours de théâtre à Beyrouth, puis à Paris au Cours Florent, au Studio Pygmalion, puis auprès de la coach Corine Blue ( Actor studio ). Quelques années plus tard, elle étudie l'histoire de l'art à l'École du Louvre.
Elle est diplômée d'ESMOD.

### Mode
Elle a été l'assistante d'Oscar de la Renta chez Balmain. À 20 ans, elle lance sa ligne de robes Y by Yara[source secondaire souhaitée], distribuées dans toutes les boutiques Victoire à Paris. Elle est la première à avoir lancé l'une ligne de jean haut de gamme avec des broderies chinoises inspirés par des kimonos vintage[réf. nécessaire].
Elle a également travaillé pour Olivier Lapidus dont elle fut l'assistante , l'égérie et l'épouse en 1997. À la suite d'une intervention chirurgicale en 2010, elle perd l'usage de sa main gauche et par conséquent, s'éloigne de son métier de styliste et se consacre à la chanson.

### Musique
Le premier album sort le 5 juin 2009 ; elle fait ses débuts à l'Olympia en première partie[source secondaire souhaitée].

#### Indéfiniment
Album écrit par Yara, entièrement composé par Gabriel Yared et enregistré aux Studios Abbey Road, produit par Yara Music, il sort le 25 mai 2018: 11 titres dont Encor, Encor, chanté en duo avec Iggy Pop, Tenho Saudade de Voce avec Chico César ou encore Depuis Toi où Adnan Joubran (du Trio Joubran) l'accompagne au oud. Cet album donnera lieu à plusieurs concerts à Paris en 2018 puis à Londres dans le cadre du London Jazz Festival, et au Crazy Coqsen 2019.

#### Just a Dream Away
La réédition d'Indéfiniment en anglais Just A Dream Away sort le 29 août 2019 aux États-Unis. Le titre, composé par Steve Dorff et Michael Jay lui vaut un classement  au Billboard chart pendant 9 semaines, oscillant entre la  6e et la 3e positionhttps://www.billboard.com/artist/yara-lapidus/[source secondaire souhaitée].
Yara est la première artiste à avoir eu l'autorisation de la famille Lennon  à adapter et interpréter une chanson de John Lennon en arabe[réf. nécessaire]. Yara choisit de le faire en Libanais, sa langue natale. Il s'agit de la chanson How qui devient How-Kif[source secondaire souhaitée].
Yara chante en anglais, en français, arabe libanais, Italien, Espagnol[source secondaire souhaitée].

## Vie privée
Yara Wakim s'est mariée à Olivier Lapidus le 25 janvier 1997 à La Cadière-d'Azur. Ensemble, ils ont deux filles, Koukla et Milla.

## Discographie
- 2009 : Yara
- 2018 : Indéfiniment
- 2019 : Just A Dream Away
- 2022 :  Back to colors
- 2024 : Orientée